# پیتر اوندجیان
پیتر اوندجیان (انگلیسی: Peter Oundjian؛ زادهٔ ۲۱ دسامبر ۱۹۵۵) رهبر ارکستر، ویولون‌نواز کلاسیک ارمنی‌تبار اهل کانادا است. وی از کالج سلطنتی موسیقی لندن فارغ‌التحصیل شده‌است. از سال ۲۰۰۴ تا کنون رهبری ارکستر سمفونیک تورنتو را برعهده دارد.